# جيرمين ديفو

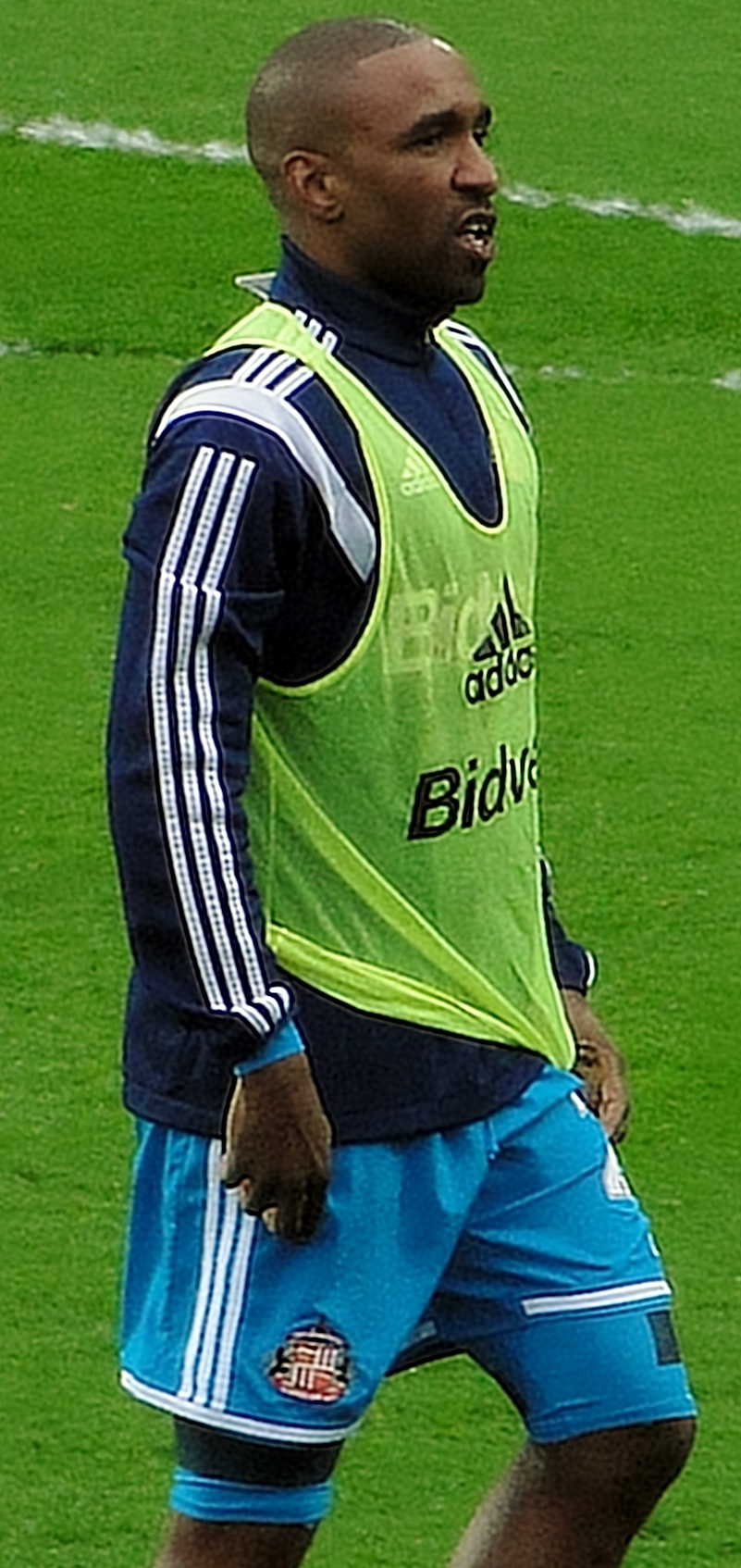

جيرمان كولن ديفو (بالإنجليزية: Jermain Defoe)‏، من مواليد 7 أكتوبر 1982 في لندن في إنجلترا، لاعب كرة قدم إنجليزي.
بدأ مسيرته الكروية مع نادي وست هام يونايتد في عام 1999، ولعب معهم حتى عام 2004، وشارك معهم في 93 مباراة وسجل 29 هدف، وفي موسم 2000/2001 أعير إلى نادي بورنموث، وشارك معهم في 29 مباراة وسجل 18 هدف، ومنذ عام 2004 وهو يلعب مع نادي توتنهام هوتسبر.
و قد بدأ باللعب مع منتخب إنجلترا لكرة القدم في عام 2004.

## مسيرته الكروية
لعب جيرمين ديفو خلال مسيرته الاحترافية مع 7 أندية في ستة وعشرون موسمًا وسجل خلالها 224 هدف ضمن 598 مباراة. فاز مع فريقه الحالي رينجرز الإسكتلندي هذا الموسم بدوري اللا هزيمة بقيادة المدرب الإنجليزي ستيفن جيرارد.
خاض جيرمين ديفو مسيرته مع نادي بورنموث في موسم 2000–01 في المرة الأولى لمدة موسم واحد ثم في موسم 2017–18 ولمدة موسمين، مشاركًا طوالها في 57 مباراة سجل خلالها 22 هدفًا. ثم انتقل إلى نادي وست هام يونايتد في موسم 2001–02 واستمر معه طيلة ثلاثة مواسم، حيث شارك في 93 مباراة سجل خلالها 29 هدفًا. لينتقل بعدها إلى نادي توتنهام هوتسبير في موسم 2003–04 في المرة الأولى ليلعب معه خمسة مواسم ثم في موسم 2008–09 ليلعب معه ستة مواسم، مشاركًا طوالها في 274 مباراة سجل خلالها 91 هدفًا. ثم انتقل إلى نادي بورتسموث في موسم 2007–08 ولمدة موسمين، مشاركًا في 31 مباراة سجل خلالها 16 هدفًا. هذا وانتقل لاحقًا إلى نادي تورونتو ما بين عامي 2014 و2015 لمدة موسم واحد، مشاركًا في 19 مباراة سجل خلالها 11 هدفًا. ثم انتقل بعدها إلى نادي سندرلاند في موسم 2014–15 واستمر معه طيلة ثلاثة مواسم، مشاركًا في 87 مباراة سجل خلالها 34 هدفًا. ليعود وينتقل من جديد، لكن هذه المرة إلى نادي رينجرز في موسم 2018–19 ولمدة موسمين، مشاركًا في 37 مباراة سجل خلالها 21 هدفًا.

## روابط خارجية
- جيرمين ديفو على موقع الاتحاد الدولي (مؤرشف)  (الإنجليزية)
- جيرمين ديفو على موقع الاتحاد الأوربي (الإنجليزية)
- جيرمين ديفو على موقع الدوري الأمريكي (الإنجليزية)
- جيرمين ديفو على موقع قاعدة بيانات كرة القدم.إي يو (الإنجليزية)
- جيرمين ديفو على موقع ليكيب (الفرنسية)
- جيرمين ديفو على موقع ناشيونال فوتبول تيمز (الإنجليزية)
- جيرمين ديفو على موقع Soccerbase.com (لاعب) (الإنجليزية)
- جيرمين ديفو على موقع Soccerway.com (الإنجليزية)
- جيرمين ديفو على موقع عالم كرة القدم.نت (الإنجليزية)
- جيرمين ديفو على موقع كووورة